# Copa do Mundo FIFA de Futebol de Areia de 2006
A  Copa do Mundo FIFA de Futebol de Areia 2006 foi a segunda edição da competição de futebol de areia organizada pela FIFA. O torneio foi realizado na Praia de Copacabana, no Rio de Janeiro, Brasil, de 2 a 12 de Novembro.

## Organização
16 times foram divididos em 4 grupos de 4, sendo que os dois primeiros colocados de cada grupo avançam para a fase eliminatória. Um time recebe três pontos pela vitória em tempo regulamentar, ou dois pontos pela vitória na prorrogação, e não recebia pontos em caso de derrota (fosse em tempo regulamentar, fosse na prorrogação).

## Qualificações
Cada uma das Confederações de Futebol qualificou algumas das sua selecções através de torneios organizados pela Beach Soccer World Wide.

## Partidas

### Estágio de grupos

#### Critério de desempate
A colocação em cada grupo foi do seguinte modo:
1. maior número de pontos obtidos em todas as partidas dentro do grupo;

Se 2 ou mais times estivessem empatados de acordo critério acima, sua colocação seria determinada do seguinte modo:
1. maior número de pontos obtidos nas partidas do grupo entre os times envolvidos;
2. maior diferença de gols resultante das partidas do grupo entre os times envolvidos;
3. maior número de gols marcados nas partidas do grupo entre os times envolvidos;
4. maior saldo de gols em todas as partidas do grupo;
5. maior número de gols marcados em todas as partidas do grupo;
6. menor número de cartões vermelhos recebidos durante a competição;
7. menor número de cartões amarelos recebidos durante a competição;
8. sorteio feito pela FBSSL.

Observação: Apenas os gols feitos durante o tempo regulamentar e durante a prorrogação seriam considerado nos critérios.

#### Grupo A
| Time           | Pts | J | V | D | GF | GC | SG |
| -------------- | --- | - | - | - | -- | -- | -- |
| Brasil         | 9   | 3 | 3 | 0 | 29 | 10 | 19 |
| Japão          | 3   | 3 | 1 | 2 | 15 | 22 | -7 |
| Polónia        | 3   | 3 | 1 | 2 | 12 | 18 | -6 |
| Estados Unidos | 3   | 3 | 1 | 2 | 14 | 20 | -6 |

| 3 de novembro | Estados Unidos                                                                     | 4 – 8     | Japão                                                                                               | Praia de Copacabana |
| 22:40         | Raphael Xexeo 10' · Francis Farberoff 17' · Yuri Morales 30' · Mario Chimienti 35' | Relatório | Katsuhiro Yoshii 2' 16' 25' · Naoyuki Kuroki 10' · Takeshi Kawaharazuka 19' 35' · Noriaki Maruo 27' | Público: 6,000      |

| 3 de novembro | Brasil                                                                                  | 9 – 2     | Polónia                                 | Praia de Copacabana |
| 11:00         | André 16' 34' · Benjamin 2' · Betinho 10' 14' · Buru 12' 31'(PK) · Junior Negão 12' 35' | Relatório | Marek Żuk 19' · Bogusław Saganowski 36' | Público: 10,000     |

| 5 de novembro | Brasil                                                                   | 10 – 2    | Japão                                 | Praia de Copacabana |
| 11:00         | Buru 2' 16' 18' 27' · Junior Negão 9' 20' · Bruno 9' 11' 12' · Bueno 26' | Relatório | Kenyu Shiokawa 5' · Tomoya Uehara 32' | Público: 10,000     |

| 5 de novembro | Polónia                                | 2 – 4     | Estados Unidos                                                                        | Praia de Copacabana |
| 12:20         | Bogusław Saganowski 5' · Marek Żuk 27' | Relatório | Mario Chimienti 4' · Brendon Tanguinod 17' · Benyam Astorga 19' · Mario Chimienti 29' | Público: 6,000      |

| 7 de novembro | Brasil                                                                               | 10 – 6    | Estados Unidos                                                            | Praia de Copacabana |
| 11:00         | Junior Negão 2' 21' · Benjamin 4' 5' 6' · Bruno 10' 12' 15' · Buru 24' · Betinho 25' | Relatório | Raphael Xexeo 10' 12' 24' · Benyam Astorga 11' 23' · Brendon Taguinod 25' | Público: 10,000     |

| 7 de novembro | Polónia                                                                                                   | 8 – 5     | Japão                                                                    | Praia de Copacabana publico=2.000 |
| 13:40         | Boguslaw Saganowski 1' 15' 22' 23' 26' · Witold Ziober 15' · Kamil Bartczak 24' · Wojciech Polakowski 32' | Relatório | Takeshi Kawaharazuka 2' 29' 36' · Naoyuki Kuroki 15' · Masahito Toma 19' |                                   |

Notas:
- Japão, Polônia e EUA ficaram em um empate triplo, portanto seus resultados obtidos contra o Brasil foram ignorados. Cada um vence um jogo entre esses 3 países, e isso não quebrou o empate;
- O próximo critério foi o saldo de gols nas partidas entre os 3. O Japão e a Polônia empataram com um Saldo de Gols de +1, enquanto os Estados Unidos teve um Saldo de Gols de -2;
- Finalmente, o critério definitivo de desempate entre Japão e Polônia, foi o número de gols marcados nas partidas entre esses 3 países, com o Japão ficando com 13 gols marcados e a Polônia com 10 gols marcados, resultado no Japão ficando com o segundo lugar do grupo A.

#### Grupo B
| Time    | Pts | J | V | D | GF | GC | SG |
| ------- | --- | - | - | - | -- | -- | -- |
| França  | 9   | 3 | 3 | 0 | 21 | 8  | 13 |
| Canadá  | 5   | 3 | 2 | 1 | 11 | 14 | -3 |
| Espanha | 3   | 2 | 1 | 2 | 10 | 12 | -2 |
| Irã     | 0   | 3 | 0 | 3 | 10 | 18 | -8 |

| 3 de novembro | Canadá                                                      | 6 – 6 (1 - 0 g.p.) | Irã                                                                                               | Praia de Copacabana |
| 12:20         | Ian Diaz 4' · Sipho Sibiya 8' 15' 27' 33' · Kyle Yamada 36' | Relatório          | Mohammad Ahmadzadeh 1' 16' 35' · Alimirza Oostovari 14' · Faroogh Dara 16' · Hassan Abdollahi 23' | Público: 5,000      |

|              |       | Pênaltis            |  |
| Sipho Sibiya | 1 - 0 | Mohammad Ahmadzadeh |  |

| 3 de novembro | Espanha                                 | 4 – 7     | França | Praia de Copacabana |
| 13:400        | Ramiro Amarelle 6' 8' 34' · Alfonso 34' | Relatório | Stéphane François 17' · Marc Libbra 20' · Didier Samoun 23' · Jean-Marc Edouard 25' · Didier Samoun 27' · Didier Samoun 27' · Jeremy Basquaise 29' | Público: 5,000      |

| 5 de novembro | França | 8 – 1     | Canadá           | Praia de Copacabana |
| 22:40         | Laurent Castro 6' · Jeremy Basquaise 19' 29' 20' · Sebastien Perez 21' 31' · Stephane Francois 33' · Noel Sciortino 35' | Relatório | Chris Lemire 26' | Público: 5,000      |

| 5 de novembro | Irã           | 1 – 6     | Espanha                                                                | Praia de Copacabana |
| 13:40         | Rezaeipoor 8' | Relatório | Alfonso 5' · Jonhy 14' · Nico 18' 36' (g.p.) · Ramiro Amarelle 27' 29' | Público: 5,000      |

| 7 de novembro | França                                                                                              | 6 – 3     | Irã                                                               | Praia de Copacabana |
| 22:40         | Laurent Castro 2' · Noel Sciortino 10' · Didier Samoun 12' · Marc Libbra 23' · Jeremy Basquaise 31' | Relatório | Abbas Hashempour 18' · Mohammad Ahmadzadeh 28' · Faroogh Dara 20' | Público: 4,000      |

| 7 de novembro | Espanha | 0 – 4     | Canadá                                                              | Praia de Copacabana publico=5.000 |
| 12:20         |         | Relatório | Kyriakos Selaidopoulos 12' 34' · Sipho Sibiya 16' · Kyle Yamada 36' |                                   |

#### Grupo C
| Time          | Pts | J | V | D | GF | GC | SG  |
| ------------- | --- | - | - | - | -- | -- | --- |
| Portugal      | 9   | 3 | 3 | 0 | 29 | 9  | 20  |
| Uruguai       | 3   | 3 | 1 | 2 | 17 | 13 | 4   |
| Ilhas Salomão | 3   | 3 | 1 | 2 | 12 | 26 | -14 |
| Camarões      | 2   | 3 | 1 | 2 | 8  | 18 | -10 |

| 2 de novembro | Portugal                                 | 5 – 4     | Uruguai                                                           | Praia de Copacabana |
| 11:00         | Alan 2' 7' · Madjer 11' 34' · Henâni 34' | Relatório | Coco 5' · Matias Cabrera 9' · Sebastian Olivera 10' · Pampero 18' | Público: 3,000      |

| 2 de novembro | Ilhas Salomão                                  | 5 – 2     | Camarões | Praia de Copacabana |
| 13:40         | James Naka 5' 18' 31' 35' · Gideon Omokirio 8' | Relatório |          | Público: 5,000      |

| 4 de novembro | Uruguai | 10 – 5    | Ilhas Salomão                                                                  | Praia de Copacabana |
| 22:40         | Coco 4' · Miguel Aguirre 12' 22' · Fabian 13' · Pampero 14' 25' · Damian 21' · Matias 28' · Parrillo 30' · Seba 32' | Relatório | Henry Koto 16' 31' · Sylvester Rogy 20' · James Naka 29' · Gideon Omokirio 36' | Público: 4,000      |

| 4 de novembro | Camarões                 | 3 – 10    | Portugal                                                            | Praia de Copacabana |
| 12:20         | Medrano Tamen 9' 26' 28' | Relatório | Madjer 2' 3' 13' 18' 29' · Alan 17' · Marinho 19' 35' · Gustavo 34' | Público: 5,000      |

| 6 de novembro | Camarões                                    | 3 – 3 (1 - 0 g.p.) | Uruguai                      | Praia de Copacabana |
| 11:00         | Etienne Ngiladjoe 9' · Valery Bithe 18' 32' | Relatório          | Pampero 15' 30' · Miguel 27' | Público: 1,300      |

|                             |       | Pênaltis       |  |
| Benoit Eyoum Jacques Nyamsi | 1 - 0 | Pampero Fabian |  |

| 6 de novembro | Ilhas Salomão                     | 2 – 14    | Portugal | Praia de Copacabana |
| 13:40         | Richard Anisua 20' · Joe Luwi 23' | Relatório | Madjer 2' 8' 13' 14' · Marinho 4' · Alan 9' 18' · Paulo Jorge 17' · Gustavo 23' 35' · Hernâni 25' · Belchior 27' 31' · Ricardo Loja 36' | Público: 800        |

#### Grupo D
| Time      | Pts | J | V | D | GF | GC | SG |
| --------- | --- | - | - | - | -- | -- | -- |
| Argentina | 9   | 3 | 3 | 0 | 10 | 6  | 4  |
| Bahrein   | 5   | 3 | 2 | 1 | 10 | 9  | 1  |
| Nigéria   | 3   | 3 | 1 | 2 | 13 | 13 | 0  |
| Itália    | 0   | 3 | 0 | 3 | 6  | 11 | -5 |

| 2 de novembro | Argentina                                            | 5 – 4     | Nigéria                                       | Praia de Copacabana |
| 22:40         | Santiago Hilaire · Federico Hilaire · Facundo Minici | Relatório | Gabriel Agu · Ifeanyi Onigbo · Suleiman Usman | Público: 3,000      |

| 2 de novembro | Itália                          | 2 – 4     | Bahrein                                     | Praia de Copacabana |
| 12:20         | Roberto Pasquali · Simone Feudi | Relatório | Ebrahim Ali · Rashed Salem · Yaqoob Khalifa | Público: 5,000      |

| 4 de novembro | Nigéria                                                                | 4 – 3     | Itália                                      | Praia de Copacabana |
| 11:00         | Bartholomew Ibenegbu 14' · Isiaka Olawale 29' 35' · Ifeanyi Onigbo 36' | Relatório | Ahmed 11' · Roberto Pasquali 16' (g.p.) 17' | Público: 5,000      |

| 4 de novembro | Bahrein          | 1 – 2     | Argentina                                    | Praia de Copacabana |
| 13:40         | Adnan Ebrahim 7' | Relatório | Frederico Hilaire 12' · Ezequiel Hilaire 26' | Público: 6,000      |

| 6 de novembro | Bahrein                                                                                                  | 5 – 5 (4 - 3 g.p.) | Nigéria                                                         | Praia de Copacabana |
| 22:40         | Isiaka Olawale 2' · Bartholomew Ibenegbu 14' · Ogbonnaya Okemmiri 28' · Gabriel Agu 36' · Uga Okpara 36' | Relatório          | Rashed Salem 16' 33' · Adnan Ebrahim 22' · Abdulla Omar 30' 32' | Público: 800        |

|                                                        |       | Pênaltis                                                 |  |
| Rashed Salem Sayed Hassan Adnan Ebrahim Ebrahim Hassan | 4 - 3 | Gabriel Agu Isiaka Olawale Ifeanyi Onigbo Suleiman Usman |  |

| 6 de novembro | Itália             | 1 – 3     | Argentina                                      | Praia de Copacabana |
| 12:20         | Paolo Palmacci 28' | Relatório | Federico Andrade 1' 24' · Santiago Hilaire 26' | Público: 1,400      |

### Quartas-de-final
| 9 de novembro | Brasil                                                                                       | 12 – 1    | Canadá     | Praia de Copacabana |
| 11:00         | Júnior Negão 4' 21' 36' · Benjamim 14' 25' 34' · Bueno 22' 23' · Bruno 24' · Betinho 25' 28' | Relatório | Sibiya 34' | Público: 10,000     |

| 9 de novembro | Portugal                                                  | 6 – 2     | Bahrein              | Praia de Copacabana |
| 12:20         | Alan 3' · Madjer 13' 27' 28' · Gustavo 22' · Belchior 31' | Relatório | Omar 18' · Salem 29' | Público: 6,000      |

| 9 de novembro | Argentina            | 1 – 2     | Uruguai                | Praia de Copacabana |
| 13:40         | Santiago Hilaire 28' | Relatório | Miguel 36' · Ricar 36' | Público: 4,500      |

| 9 de novembro | França                                   | 3 – 2     | Japão                        | Praia de Copacabana |
| 22:40         | Samoun 14' · Basquaise 16' · Edouard 31' | Relatório | Kuroki 36' (g.p.) · Toma 36' | Público: 6,000      |

### Semifinais
| 11 de novembro | Brasil                                                     | 7 – 4     | Portugal                   | Praia de Copacabana |
| 11:00          | Sidney 6' 19' 29' · Bueno 9' · Bruno 13' 27' · Betinho 18' | Relatório | Madjer 1' 6' 10' · Alan 7' | Público: 10,000     |

| 11 de novembro | França                 | 2 – 2 (0 - 1 g.p.) | Uruguai       | Praia de Copacabana |
| 21:30          | Perez 20' · Samoun 35' | Relatório          | Fabian 3' 34' | Público: 10,000     |

|         |       | Pênaltis |  |
| Edouard | 0 - 1 | Ricar    |  |

### Disputa do terceiro lugar
| 12 de novembro | França                                                             | 6 – 4     | Portugal                     | Praia de Copacabana |
| 21:30          | Cardoso 1' 19' · Ottavy 7' · Samoun 25' · Castro 28' · Françoi 30' | Relatório | Alan 1' · Madjer 11' 14' 30' | Público: 10,000     |

### Final
| 12 de novembro | Uruguai   | 1 – 4     | Brasil                                          | Praia de Copacabana |
| 11:00          | Ricar 14' | Relatório | Buru 11' · Benjamim 17' · Duda 26' · Sidney 34' | Público: 10,000     |

## Premiações
| Copa do Mundo FIFA de Futebol de Areia |
| -------------------------------------- |
| BRASIL Campeão (primeiro título)       |

| Prêmio FIFA Chuteira de Ouro: | Prêmio FIFA Bola de Ouro: | Troféu FIFA Fair Play: |
| ----------------------------- | ------------------------- | ---------------------- |
| POR Madjer                    | POR Madjer                | França                 |